# Abbaye d'Iona
L'abbaye d'Iona est située sur l'île d'Iona près de la côte de l'île de Mull sur la côté ouest de l'Écosse.
C'est l'un des plus vieux centres religieux chrétien de l'Europe de l'Ouest. Cette abbaye avait un rôle de diffusion de la foi chrétienne à travers l'Écosse. Cette abbaye recèle les traces de la communauté monastique de saint Colomba d'Iona quand l'île d'Iona faisait partie du royaume Dal Riada. Saint Aidan a servi comme moine à Iona, avant d’aider à rétablir le christianisme dans le Northumberland, sur l’île de Lindisfarne.
L’abbaye d’Iona est le foyer spirituel de la communauté Iona, un ordre religieux chrétien œcuménique, dont le siège est situé à Glasgow. L’abbaye reste aujourd’hui un lieu de pèlerinage chrétien populaire.

## Histoire

### La période celtique
En 563, saint Colomba d’Iona ou Columcille, exilé d'Irlande, a fondé un monastère sur l'île d'Iona sous le double patronage de Conall mac Comgaill, roi de Dal Riada, et de Brude mac Maelchon, roi des Pictes.
À cette époque, le nom de l’île et donc l’abbaye était « Hy » ou « Hii »; « Iona » ne semble dater que du XIVe siècle, comme une mauvaise transcription d’un « Ioua » latinisé pour « Hy ».
Sa communauté connut une belle évolution, comme en témoignent les croix savamment sculptées et les pierres tombales, mais fut décimée par les invasions nordiques au VIIIe et au IXe siècles.
De là partit la christianisation de l'Écosse. La communauté fut dirigée pendant une centaine d'années par des princes abbés issus comme le fondateur de la dynastie irlandaise du Cenél Conaill.
En 716 après une période de troubles, la communauté monastique d'Iona abandonne finalement le christianisme celtique et accepte les usages romains sous l'influence de la prédication de saint Ecgberht un moine anglo-saxon élevé en Irlande .
On croit aussi que le Livre de Kells a été rédigé sur l'île à cette époque. Le monastère est brûlé par les Vikings en 802 et en 806 lorsque 68 membres de la communauté sont massacrés. Un nouveau monastère mieux abrité des envahisseurs sera construit à Kells en 807. En 830, l'abbé Diarmait transportera les reliques de saint Colomba en Irlande pour les protéger des Vikings. À cette époque l'église d'Iona se divise entre une « paruchia » scote établie à Dunkeld et une « paruchia » irlandaise dont le centre qui sera transféré de Kells à Raphoe puis Derry. Les liens entre les deux églises se dissolvent vers 986.
En 989 Dub dá Leithe, « successeur de Patrick » (i.e abbé d'Armagh), assume la succession de Colum Cille à la demande des hommes d'Irlande et d'Alba . La dignité d'abbé sera ensuite dévolue à des abbés irlandais de Kells puis de Derry, non résidents jusqu'à Amalgaid Ua Fergail vers 1204, abbé de Derry.
Iona était aussi devenue la nécropole des rois de Dal Riada et de leurs successeurs, les premiers rois d'Écosse qui y furent inhumés jusqu'à Donald Ban à la fin du XIe siècle. Ecgfrith de Northumbrie et son vainqueur le roi des Pictes Brude mac Bili y trouvèrent également leur sépulture à l'époque de l'abbé Adomnan d'Iona.

### L'abbaye bénédictine
À cette époque l'île d'Iona fut prise par le roi de Norvège et il la contrôlera cinquante ans avant que Somerled en prenne possession en 1164. Le monastère sera reconstruit en 1203 pour les Bénédictins par Reginald, fils de Somerled, et ancêtre du Clan Donald, Maître de Mull et Seigneur des Îles. Il fit édifier par la nouvelle abbaye sur le site de l’ancienne abbaye de Columba. L'abbaye fondée au XIIIe siècle avec un style d'Augustin, l'une des seules en Écosse à voir ce style architectural survivra jusqu'à la Réforme et la destruction des bâtiments en 1561 sur ordre du Parlement d'Écosse.

#### Mode de vie et pratiques
Le but premier du monastère était de créer « un monastère parfait comme image de la ville céleste de Jérusalem » – Columba voulait « représenter le summum des vertus chrétiennes, comme un exemple à imiter pour les autres » – plutôt qu’une activité explicitement missionnaire.

#### Bâtiments
Le monastère de Columba aurait été composé d’un certain nombre de bâtiments en bois. Ceux-ci auraient inclus une église ou un oratoire, le réfectoire, le scriptorium, des cellules de moines ou des dortoirs, et une maison d’hôtes pour les visiteurs, y compris les pèlerins. On pense que vers 800, la chapelle en bois d’origine a été remplacée par une chapelle en pierre.
Le monastère de Columba était entouré d’un fossé et d’un banc de terre, dont une partie aurait préexisté à l’arrivée de Columba, et dont une partie peut encore être vue au nord-ouest des bâtiments abbatiaux actuels.

## L'abbaye à l'époque moderne
En 1938 Reverend George MacLeod un pasteur écossais a dirigé un groupe de reconstruction de l'abbaye et a fondé la Communauté d'Iona. La communauté œcuménique continue à utiliser ce site. John Smith, le politicien et avocat écossais fondateur du Parti travailliste (Royaume-Uni) (ou Labor party), est enterré à Iona en 1994.

## Galerie

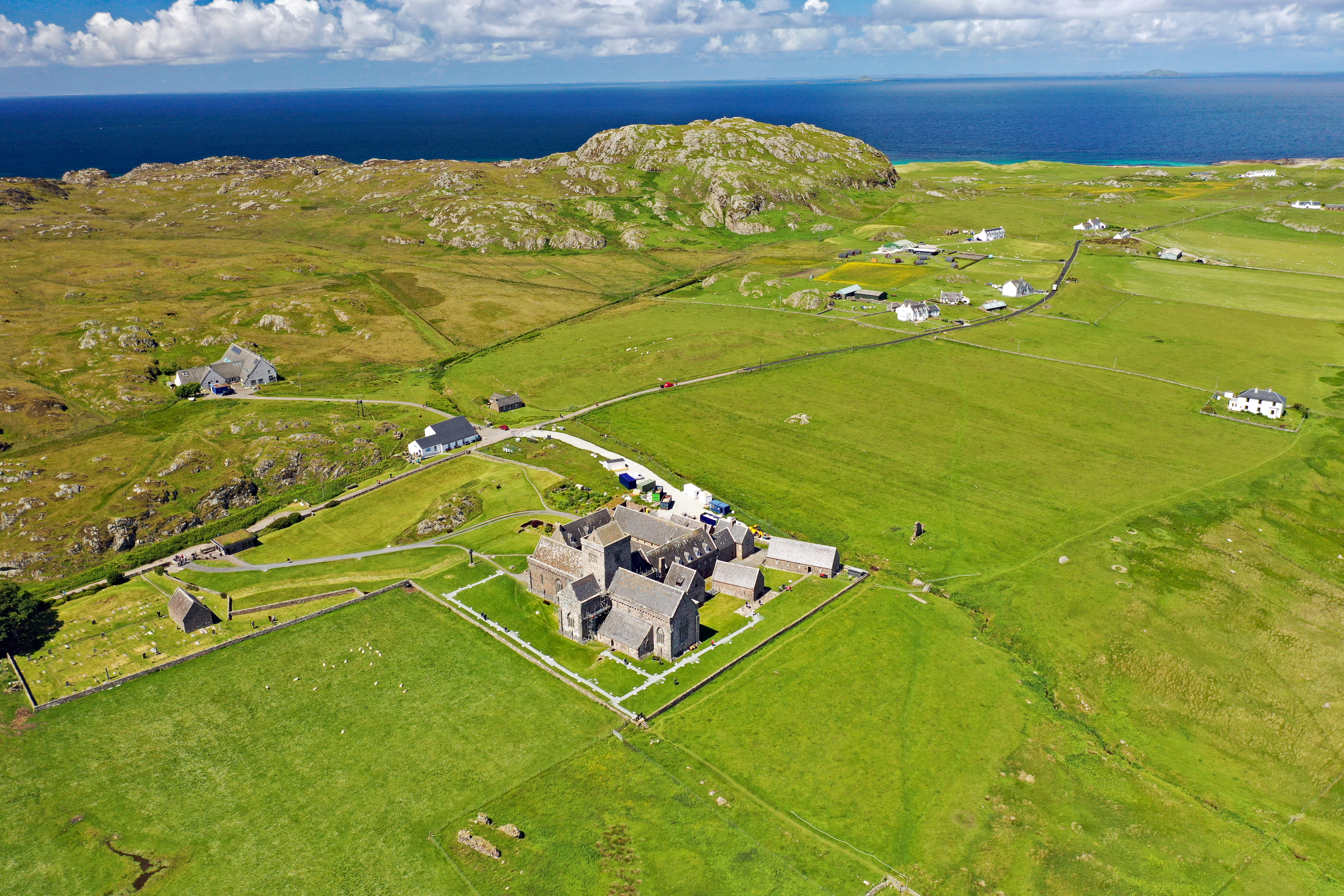
Vue aérienne.
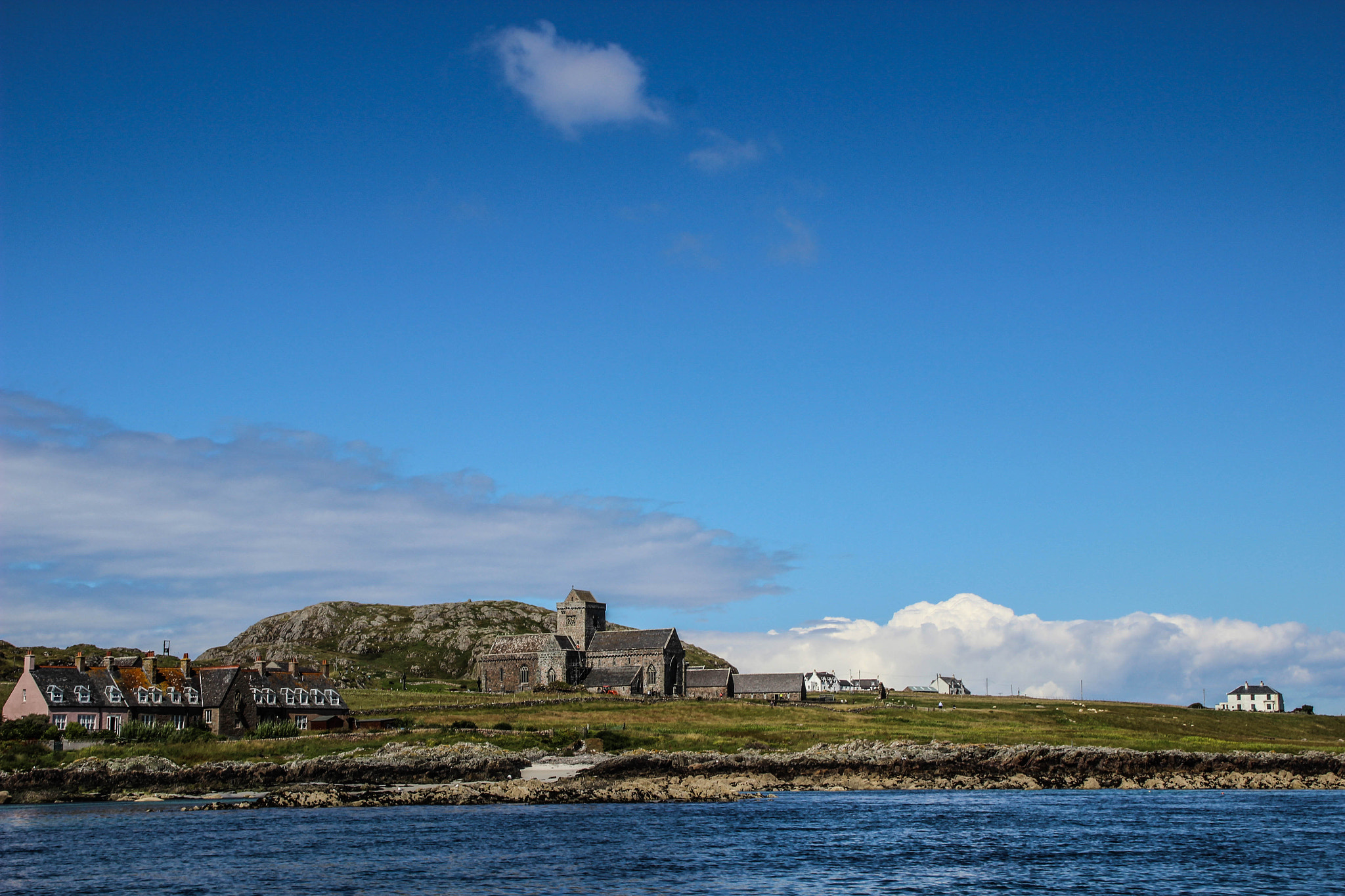
Vue de la côte.
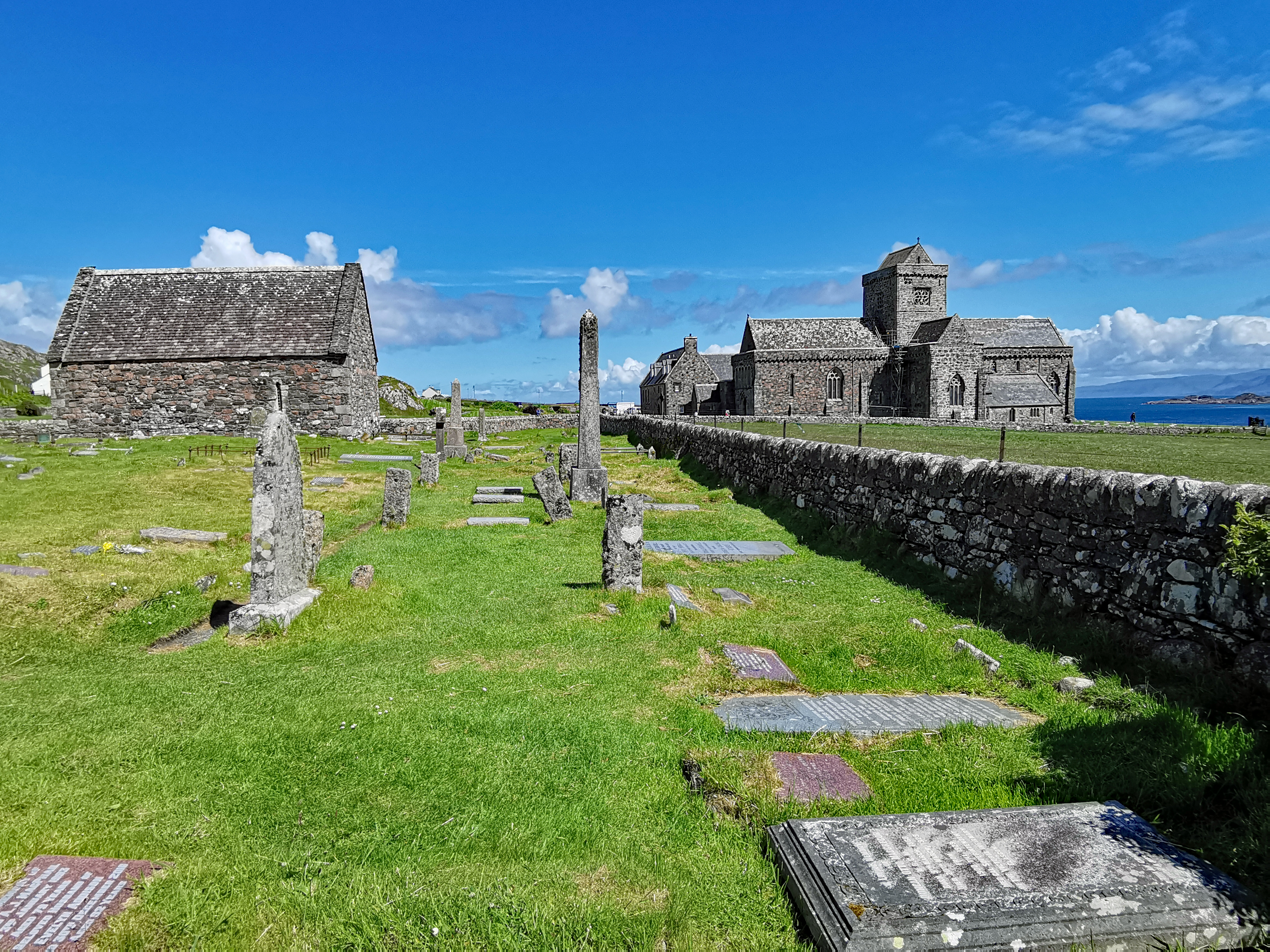
Le cimetière avec la chapelle Saint-Odran.

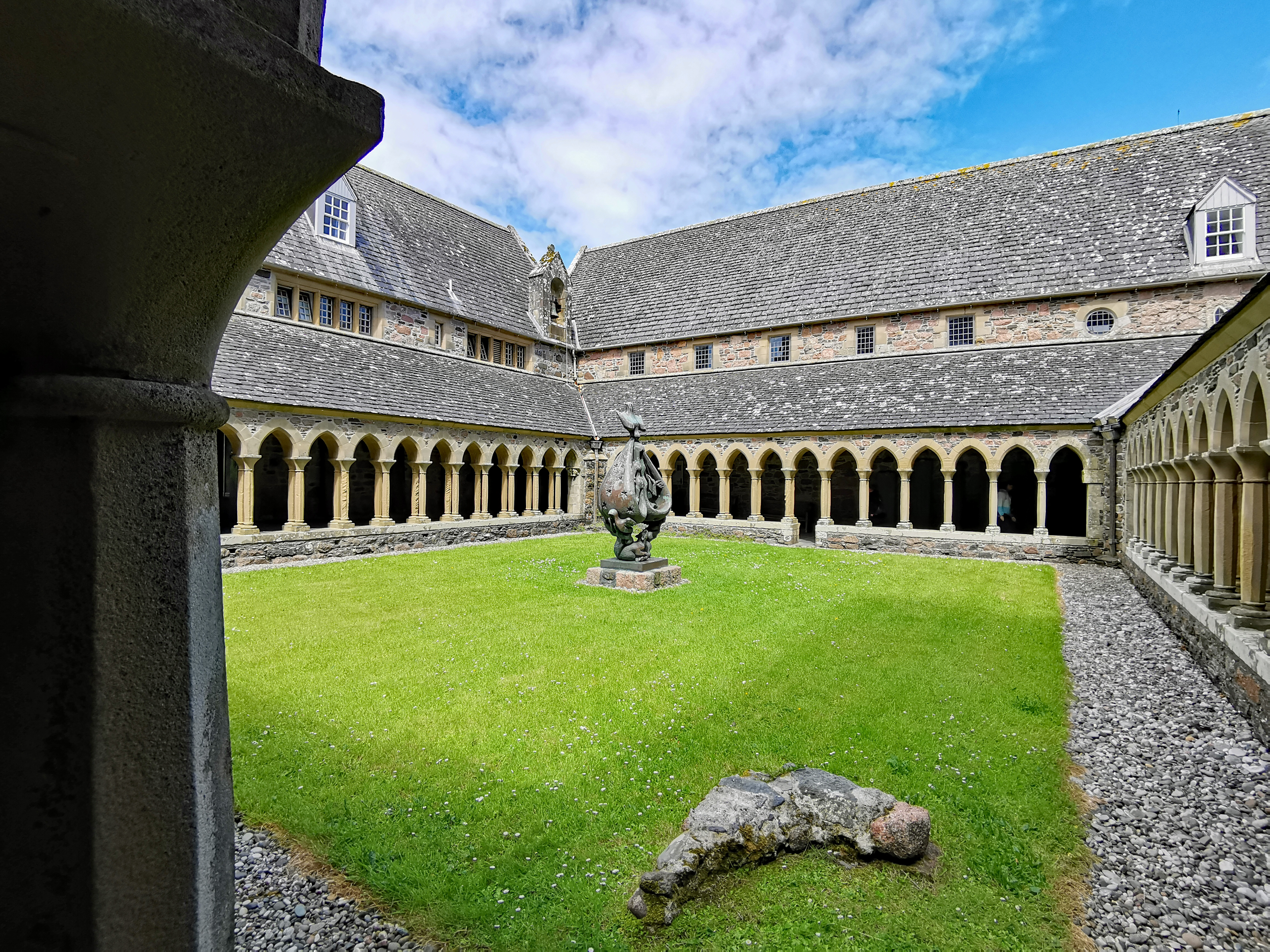
Le cloître.
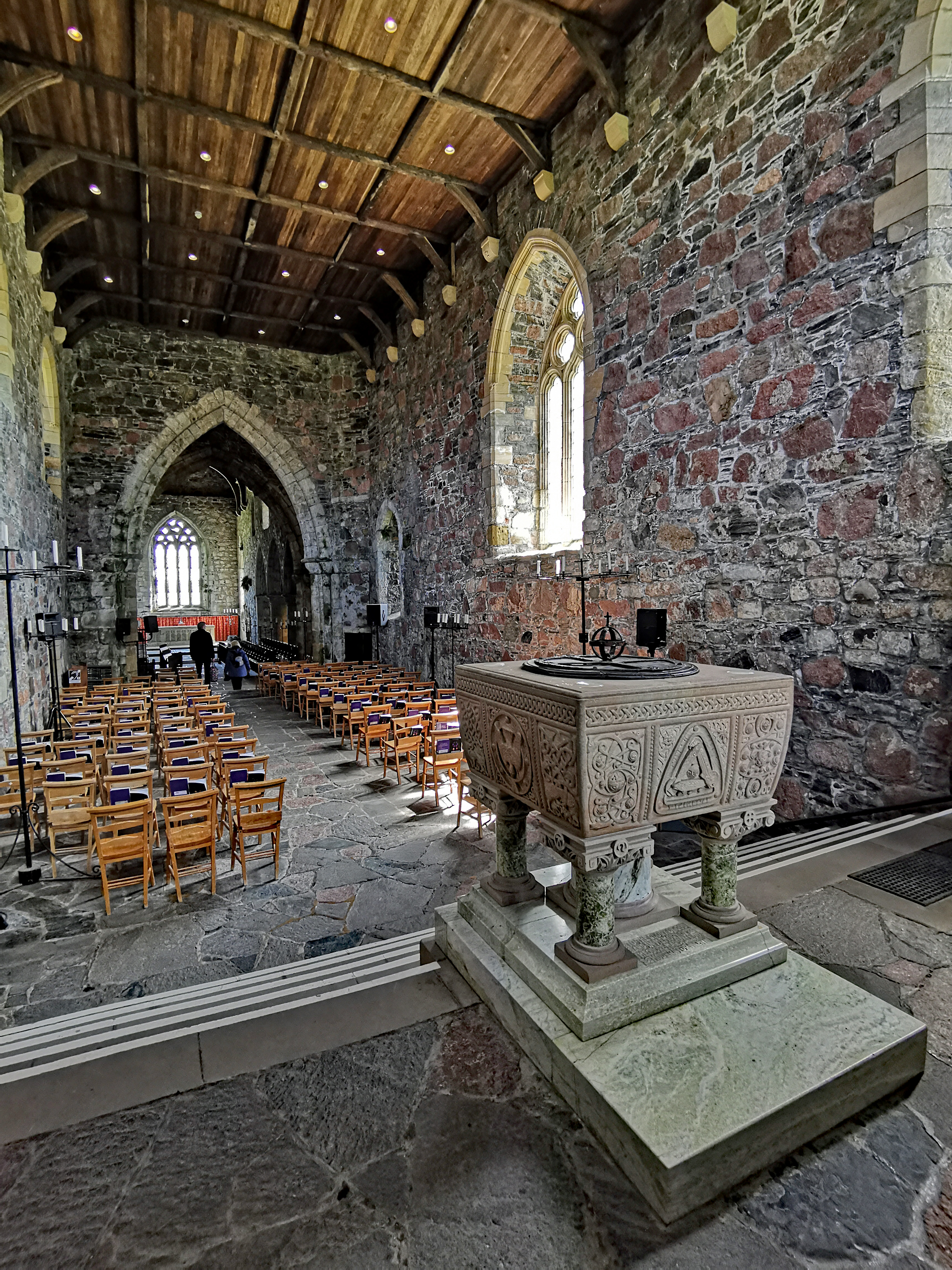
L'église médiévale.
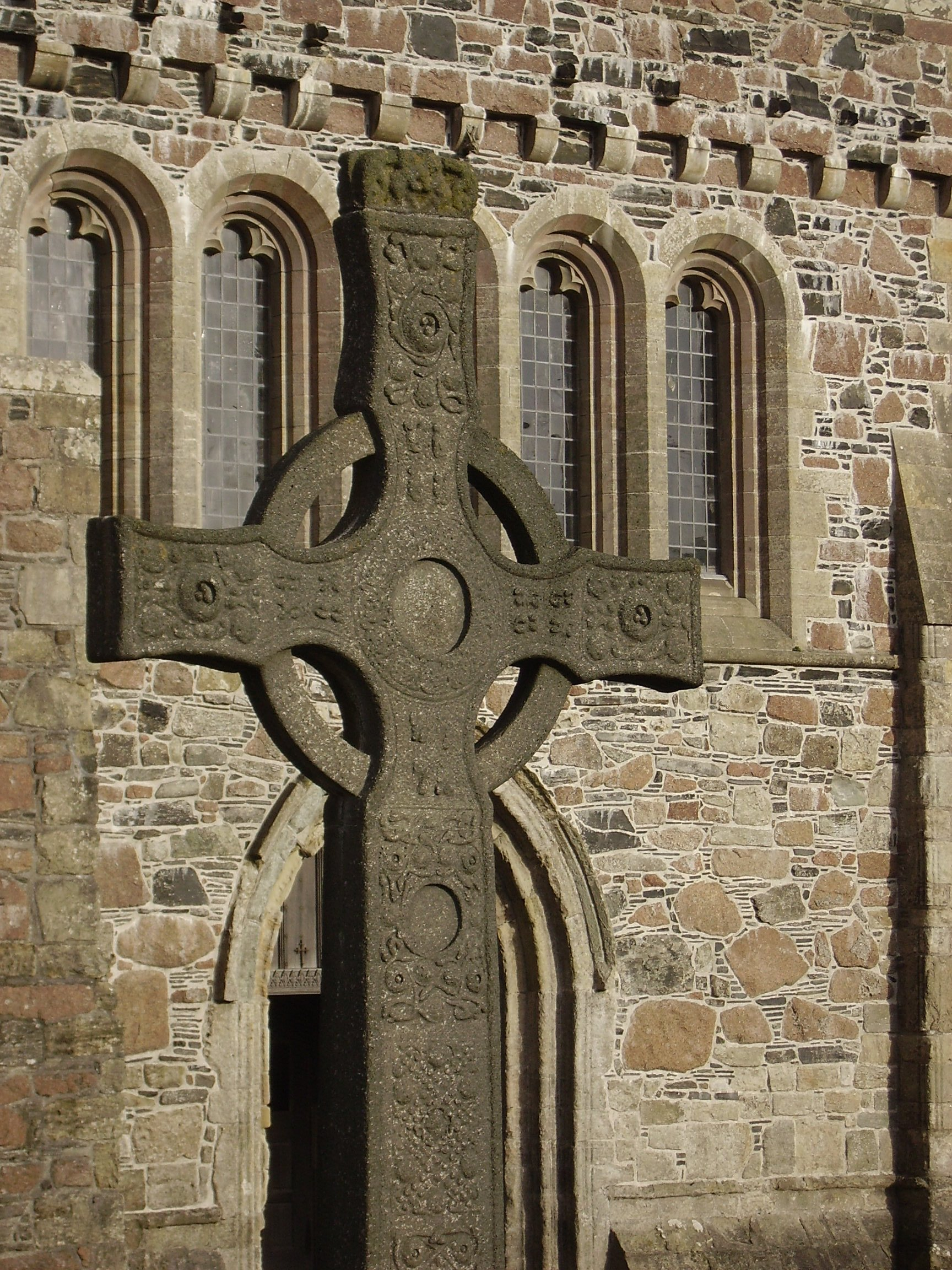
Croix celtique de Saint-Jean devant l'abbaye.

## Liste des abbés d'Iona
- 563- † 9 juin 597 : Colomba mac Feidlimid mac Fergus Cennfhota mac Conall Gulban
- 597- † 9 juin 598/601 : Baithéne mac Brénainn mac Fergus Cennfhota mac Connal Gulban.
- 598/601- † 16 septembre 605/608 : Laisrén mac Feradach mac Ninnid mac Fergus Cennfhota (ou mac Duí) mac Conall Gulban.
- 605/608- † 2 mars 623/624 : Fergna Britt mac Faílbi mac Faelan mac Rodaige mac Gintech mac Éndae Boguine a quo Cenél mBoguine.
- 623/624- † 12 août 652 : Ségéne mac Fiachra mac Feradach mac Ninnid mac Duí mac Conall Gulban.
- 652- † 11 janvier 657 : Suibhne moccu Fir Thrí
- 657- † 24 février 669 : Cumméne Find mac Eman mac Fiachra mac Feradach mac Ninnid mac Fergus Cennfhota mac Conall Gulban.
- 669- † 22 mars 679 : Failbe mac Pipan mac Amalgaid mac Daui mac Ninnid mac Fergus Cennfhota mac Conall Gulban.
- 679- † 23 septembre 704/705 : Adomnan descendant à la 6e génération de Fergus Cennfhota mac Connal Gulban.
- 704/705- déposé en 707 : Conamail mac Faílbi des Uí Maic Uais † 11 septembre 710
  - 707- déposé en juin 713 restauré 716, : Dúnchad mac Cinn Fáelad † 25 mai 717
- 713- † 28 octobre 713 : Dorbbéne Foto
- 716- déposé en 722 restauré : Fáelchú mac Dorbbéni † 724
- 722- déposé avant 724 : Fedlimid † 767
- 724- † 726 : Cilléne Fota
- 726- † 752 : Cilléne Droichtech (i.e: « le constructeur de ponts »)
- 752- résigne en 766 : Sléíbine † 767
- 767- résigne en 771 : Suibhne † 772
- 772- † 801 : Bressal mac Ségéne
- 801- † 802 : Connachtach
- 802- résilie en 814 : Cellach mac Congaile † 815
- 814- résilie en 831 (?) : Diarmait daltae Daigri
- 832- résilie en 854 : Inrechtach ua Finsnechtai, (en), tué par les Saxons sur la route d'un pèlerinage à Rome le 12 mars 854[14].
- 854- 865 : Cellach mac Ailello également abbé de Kildare (852-865).
- 865- † 880 : Feradach mac Cormaic
- 880- † 20 avril 891: Flan mac Máele Duin

### Liste des comarbai Coluim Cille et abbés d'Iona non résidents
- 891- † 22 février 927 : Máel Brigte mac Tornáin également abbé d'Armagh depuis 883 ;
- 927- 938 : Dubthach mac Dubáin également, abbé de Raphoe ;
- 947-954 : Cáenchomarac abbé d'Iona ?
- 954-959 : Robartach, abbé de Raphoe ;
- 959-964 : Dub Duin ua Stepháin
- 964- 980/981 : Mugron abbé d'Iona "coarb de ColumCille in Ire & Scotland" ,
- 980/981 - † 24 décembre 986 : Máel Ciaráin ua Maigne, abbé d'Iona ;
- 986-989 : Dunchad ua Robacháin abbé de Raphoe ;
- 989 - † juin 998 : Dub dá Leithe mac Cellaig également abbé d'Armagh depuis 965 ;
- 998 - 1005 : Máel Brigte mac Rimeda, abbé d'Iona ;
- 1005 - résilie 1007 : Muiredach Mac Cricháin abbé de Raphoe † 1011 ;
- 1007- 1008 : Ferdomnach abbé de Kells ;
- 1009-1009 : Máel Muire hUchtáin, abbé de Kells ;
- 1009-1025 : Flandabra Iona meurt 1025 "coarb de Iona"
- 1025-1025 : Máel Eóin Ua Toráin Derry Died 1025 nommé "coarb de Derry"
- 1025-1040 : Máel Muire ua hUchtáin Kells/Raphoe meurt 1040 abbé de Kells et de Raphoe
- 1040-1057 : Murchad mac Flainn ua Máel Sechlainn Kells (?) Deposé (?) 1057
- 1057-1057 : Robartach mac Ferdomnaig Kells meurt 1057
- 1057-1062 : Gilla Críst Ua Maíl Doraid meurt en 1062 "coarb de Colum Cille en Irlande et Écosse".
- 1062-1070 : Mac meic Báethéne Iona meurt en 1070
- 1070-1098 : Domnall mac Robartaig Kells résigne avant 1098
- 1098-1099 : Donnchad mac meic Máenaig Iona meurt en 1099

### Liste des comarbai Coluim Cille à Kells et Derry
- Ferdommach Ua Clucain , abbé de Kells mort en 1114
- Mael Brigte mac Ronain abbé de Kells mort en 1117
- Conaing Ua Becleiginf abbé de Kells mort en 1128
- Gilla Adamnain Ua Coirthen abbé de Kells
- Gilla Meic Liac mac Diarmata meic Ruaidri (Gelasius) abbé de Derry depuis 1121 puis archevêque d'Armagh 1137 mort le 27 mars 1174
- Muiredach Ua Clucain abbé de Kells mort en 1154
- Flaithbertach Ua Brolchain abbé de Derry mort en 1175
- Gilla Meic Liac Ua Branain abbé de Derry
- Gilla Crist Ua Cerbaing abbé Derry
- Fonachtan Ua Brainain abbé de Derry
- Flann Uu Brolchain abbé de Derry
- Muircherteach Ua Milliucain abbé de Derry
- Mael Isu Ua Daigre airchinnech de Derry
- Gofraid Ua Daigre airchinnech de Derry mort en 1233
- Amalgaid Ua Fergail vers 1204, abbé de Derry.

## Dans la fiction
- Une partie du roman Le Dernier Message (2021) de Nicolas Beuglet se déroule à l'abbaye d'Iona.